# Dienvidu Tilts
Die Dienvidu tilts (Südbrücke) ist eine Autobahnbrücke über die Düna im Süden von Riga, der Hauptstadt von Lettland. Sie steht am Ende der A2 und ist neben der Salu tilts (Inselbrücke) eine weitere Verbindung zwischen der A6 und der A7.
Die Dienvidu tilts ist 803 m lang und 34,28 m breit und überquert die an dieser Stelle rund 680 m breite Düna und je eine Straße am Ufer. Sie hat in beide Fahrtrichtungen drei durch Leitplanken eingefasste Fahrstreifen und beidseits einen wenig benutzten Gehweg. Die Extradosed-Brücke hat 6 stählerne Pylonstiele, die mittig auf der Achse der Brücke angeordnet sind und die Fahrbahn nur um 13 m überragen. Ihre 8 Schrägseile sind auf der Mittelachse verankert und überqueren die Pylonstiele jeweils in gleicher Höhe auf einem breiten Kabelsattel. Ihr Fahrbahnträger besteht aus zwei eng nebeneinander angeordneten stähleren Hohlkästen mit weit auskragenen Querträgern und einer durch Randbalken verstärkten Betonplatte. Der Fahrbahnträger wird von den 6 Betonpfeilern unter den Pylonen mit Pfeilerachsabständen von jeweils 110 m sowie von je einem Pfeiler am Ufer getragen. Die Brückendurchfahrtshöhe beträgt 8,5 m, allerdings gibt es wegen dem 10 km flussaufwärts stehenden Laufwasserkraftwerk des Rīgas HES keinen Schiffsverkehr.
Die Brücke wurde zwischen 2004 und 2008 gebaut. Der Bau der weitläufigen Zufahrtsstraßen dauerte bis 2013.